# Günter Hermann
Günter Hermann est un footballeur allemand né le 5 décembre 1960. Il évoluait au poste de milieu  de terrain.

## Carrière
- 1982-1992 : Werder Brême  Allemagne
- 1992-1993 : SG Wattenscheid 09  Allemagne
- 1993-1996 : Hanovre 96  Allemagne[1]

## Palmarès
- 2 sélections et 0 but en équipe d'Allemagne entre 1988 et 1990
- Vainqueur de la Coupe du monde 1990 avec l'Allemagne
- Vainqueur de la Coupe des Vainqueurs de Coupes en 1992 avec le Werder Brême
- Champion d'Allemagne en 1988 et 1993 avec le Werder Brême
- Vainqueur de la Supercoupe d'Allemagne en 1988 avec le Werder Brême
- Vainqueur de la Coupe d'Allemagne en 1991 avec le Werder Brême
- Finaliste de la Coupe d'Allemagne en 1989 et 1990 avec le Werder Brême